# ابراهیم لفتوانی
ابوعبدالله، ابراهیم لَفتُوانی (۱۰۸۷م - ؟) (نسب: ابراهیم بن ابونصر شجاع بن ابوبکر بن ابراهیم) محدث ایرانی در سدهٔ ششم هجری بود. از برادرش و ابومحمد عبدالرحمان سمسار حدیث فراگرفت. سمعانی نیز از او سماع حدیث داشته اشت. سال درگذشت او مشخص نیست.